# Mercury Sable
Der Mercury Sable war ein von 1986 bis 2009 produziertes PKW-Modell der US-amerikanischen, zum Ford-Konzern gehörenden Marke Mercury. Der Sable basierte auf dem weitgehend identischen Ford Taurus. Zwischenzeitlich, von 2005 bis 2007, wurde er durch den Mercury Montego ersetzt, nach einer grundlegenden Überarbeitung zum Modelljahr 2008 aber wieder unter der Bezeichnung Sable verkauft. Die Produktion des Sable wurde am 21. Mai 2009 eingestellt.

## Sable (1986–1991)
Weihnachten 1985 präsentierte Mercury als Nachfolger des Mercury Marquis den sehr modernen, aerodynamisch gestalteten und futuristisch anmutenden Sable mit Frontantrieb, der sich durch einen cw-Wert von 0,29 auszeichnete. Im ersten Modelljahr hatten Kunden die Wahl zwischen einem 66 kW (90 PS) starken HSC-Vierzylinder in Kombination mit einer Dreigangautomatik oder einem 104 kW leistenden 3,0-Liter-Vulcan-V6 gekoppelt mit einer Viergangautomatik. Der V6-Motor erwies sich als die beliebtere und erfolgreichere Variante. Die Verkaufszahlen der Vierzylindermodelle waren derart enttäuschend, dass diese Versionen 1987 aus dem Programm genommen wurden (beim Taurus waren sie noch bis zum Jahr 1991 erhältlich). Fords 3,8-Liter-Essex-V6 wurde 1988 dem Motorenangebot hinzugefügt.
Trotz der mit dem Vulcan-V6 identischen Leistung von 104 kW (141 PS) hatte der Essex dank seines größeren Hubraums ein höheres Drehmoment von 291 Nm, dass vor allem in den schwereren Kombivarianten sehr willkommen war. Allerdings litt der Essex 3,8 an Zuverlässigkeitsproblemen bei den Zylinderkopfdichtungen. Auch Kühlungsprobleme traten auf.
Über die Jahre erfuhr der Sable nur geringe Modifikationen, vorwiegend in den Bereichen Ausstattung und Design.

Im Herbst 1991, nachdem die Verkaufszahlen auf knapp unter 90.000 Exemplare gesunken waren, wurde die zweite Generation des Sable eingeführt.

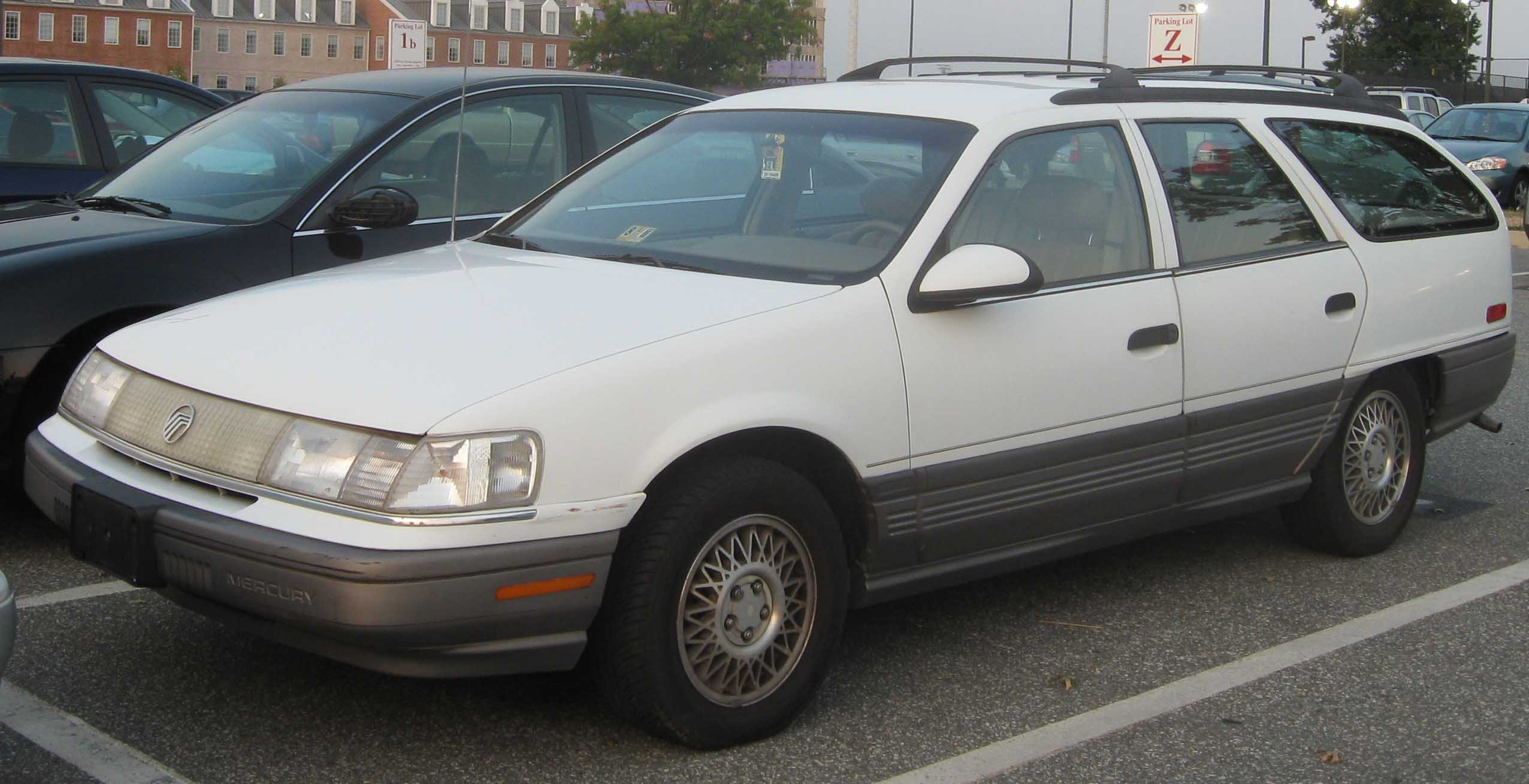
Sable Wagon LS
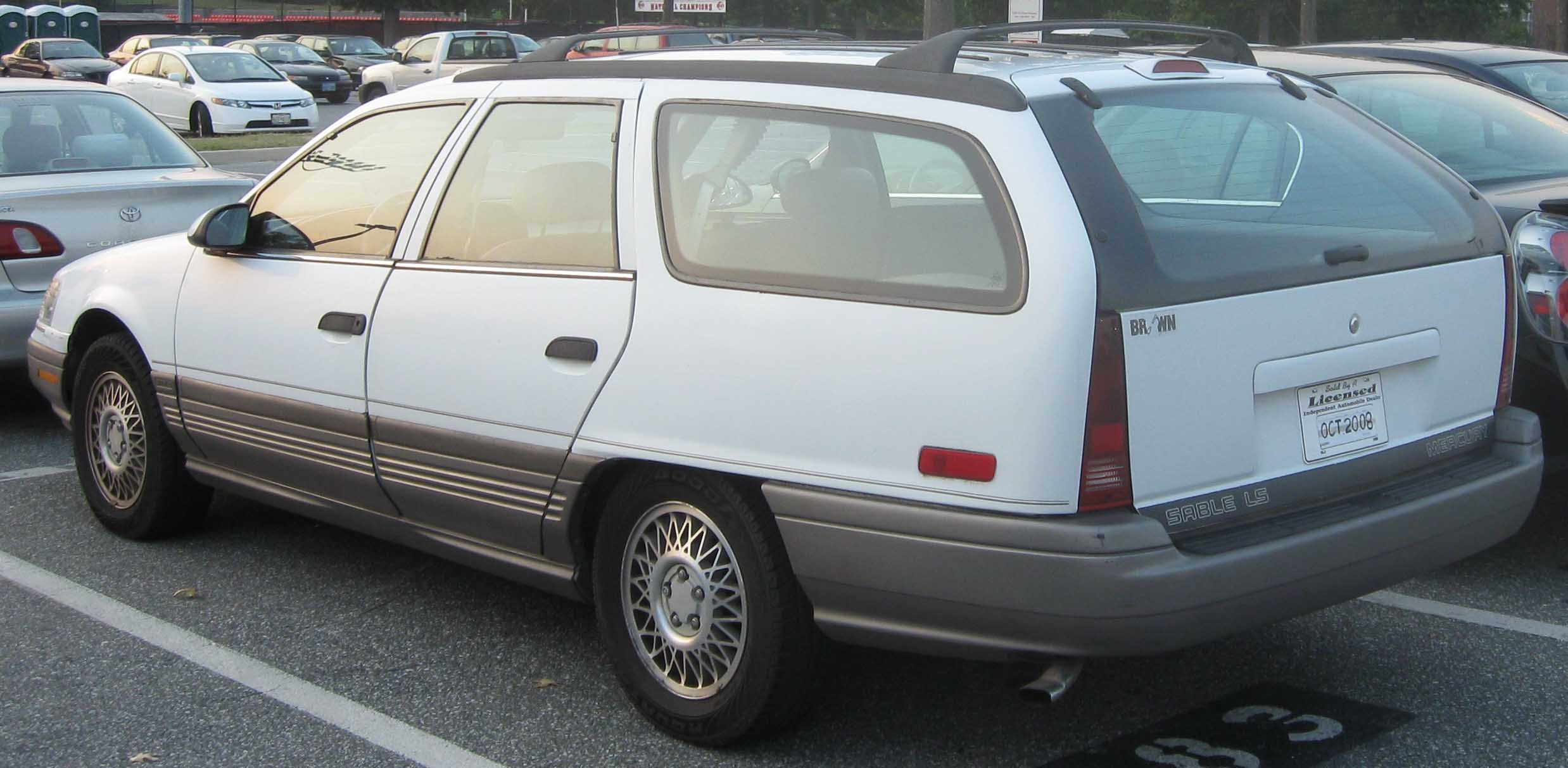
Heckansicht

## Sable (1991–1995)
Der Sable erhielt im Herbst 1991 erste umfangreichere Karosseriemodifikationen. Dabei wurde neben der Frontpartie und dem Heck auch der Innenraum modernisiert, wofür Ford 650 Millionen Dollar investierte. Das neue Modell brachte es trotz der zuletzt schwächelnden Verkaufszahlen des Vorgängers wieder auf 103.000 verkaufte Einheiten im Jahr 1992. Obwohl die Designsprache weitgehend unverändert blieb, war jedes Karosserieteil außer dem Dach neu gestaltet worden. Der neu gestaltete Innenraum war auf Wunsch mit Seitenairbags erhältlich, damals ein Novum in der Mittelklasse.
1993 wurden unbeliebte Extras wie die InstaClear genannte beheizbare Windschutzscheibe aus dem Angebot genommen. Ein Beifahrer-Seitenairbag zählte ab 1993 zur Grundausstattung, 1994 wurden der Fahrerairbag überarbeitet und das Lenkrad modifiziert.
Die Kombiversion des Sable war meistens mit den gleichen Optionen wie die Limousine erhältlich. Die Kombi-Modelle verfügten über ein Koffervolumen von maximal 2294 Litern bei umgelegter Rücksitzbank. War diese (im Verhältnis 60/40 teilbar) aufgestellt, fasste der Kofferraum noch immer 1274 Liter.
Der Kombi besaß des Weiteren eine separat aufklappbare Heckscheibe und eine Dachreling, eine auf Wunsch lieferbare dritte Sitzreihe, die entgegen der Fahrtrichtung ausgerichtet war, ein abschließbares Fach im Unterboden und optional einen ausziehbaren Picknicktisch. Kombi-Modelle mit einer durchgehenden Sitzbank vorne und einer zusätzlichen dritten Sitzreihe konnten bis zu acht Personen befördern.
Das letzte Produktionsjahr der zweiten Modellgeneration war 1995. Für dieses Modelljahr wurde die Ausstattungslinie LTS dem Angebot hinzugefügt. Sie bot Ledersitze, vom Taurus LX übernommene Leichtmetallräder, spezielle Kunststoffbeplankungen an der Karosserie und eine Teilleder-Innenausstattung. Der LTS war serienmäßig mit dem Dreiliter-Vulcan-Motor oder auf Wunsch mit dem 3,8-Liter-Essex-Triebwerk erhältlich.

Vom Sable der ersten und zweiten Generation entstanden in zehn Jahren insgesamt 1.090.450 Exemplare.

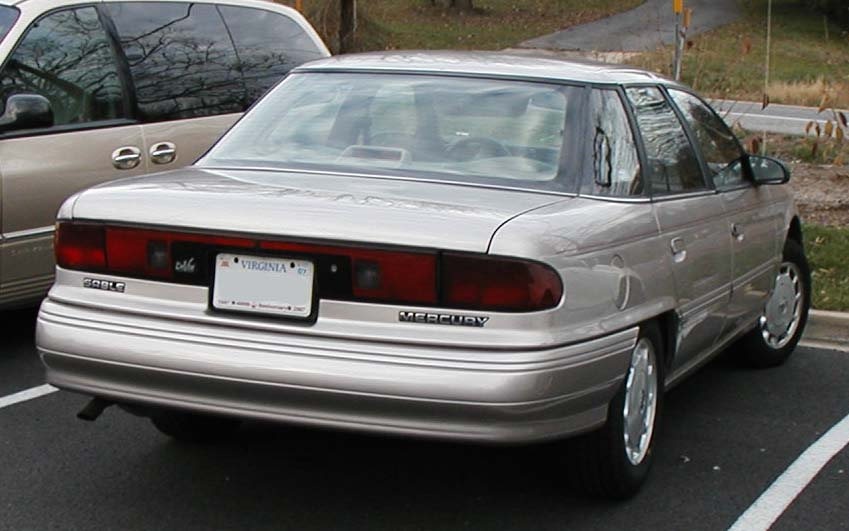
Heckansicht
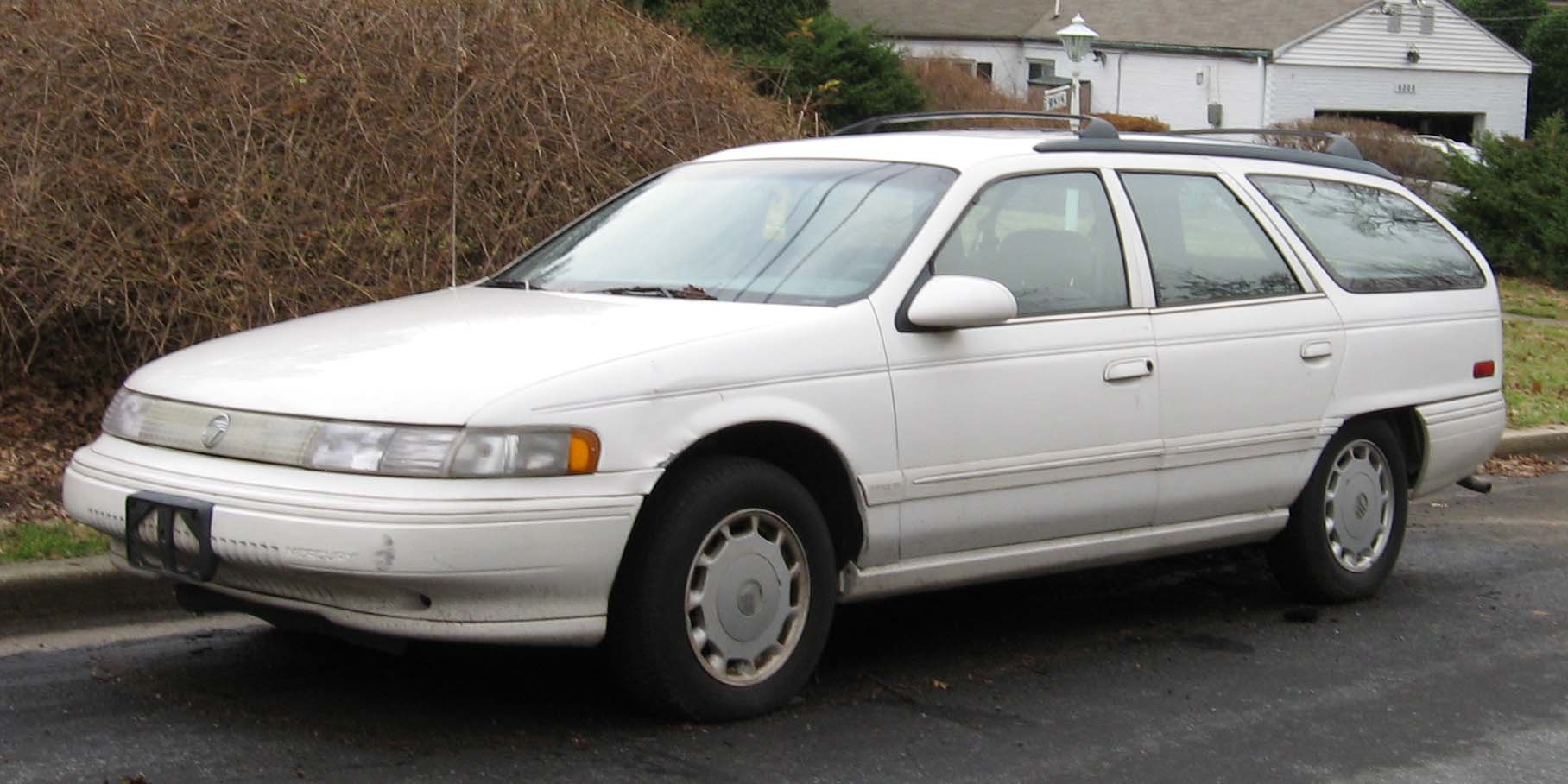
Sable Wagon
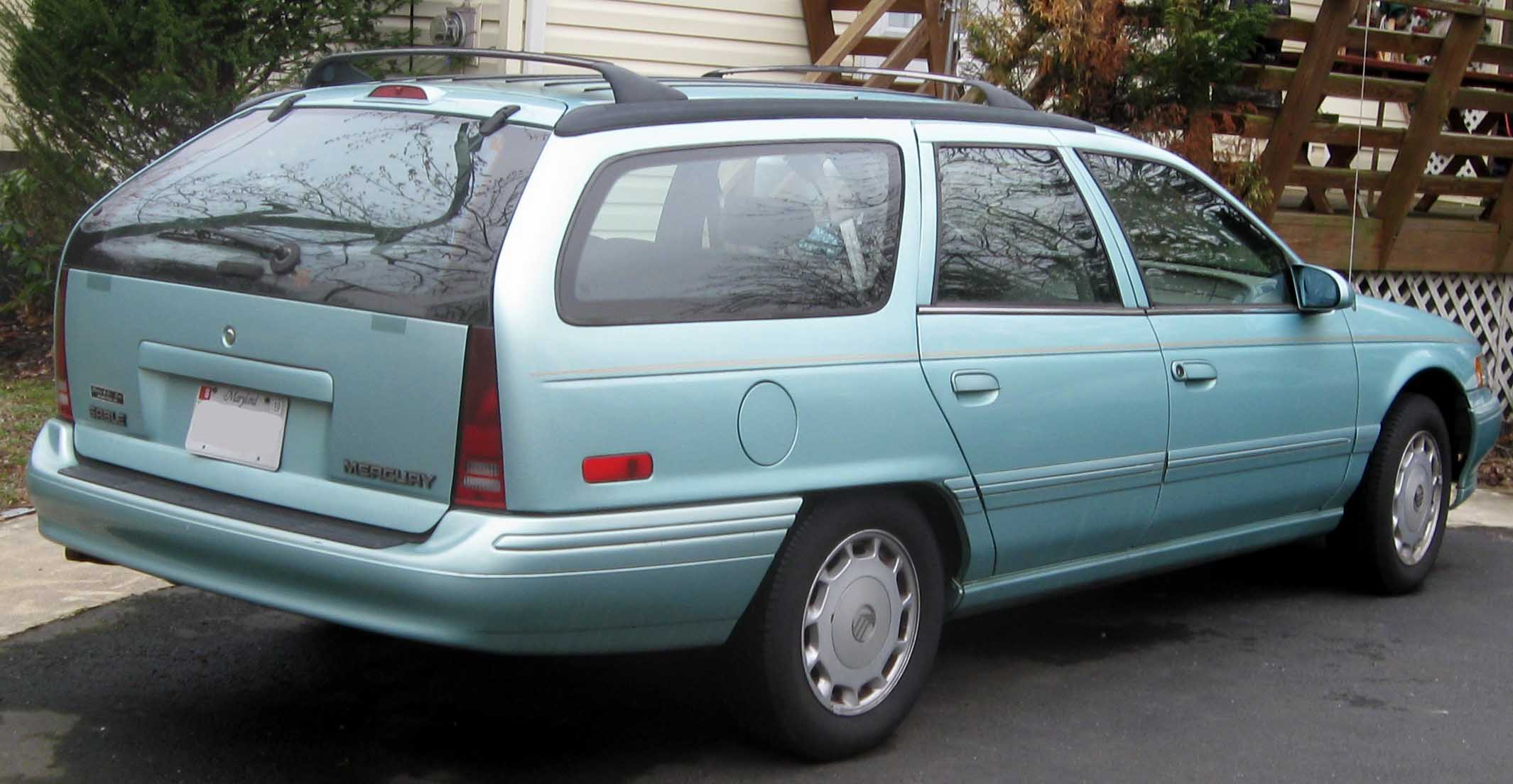
Heckansicht
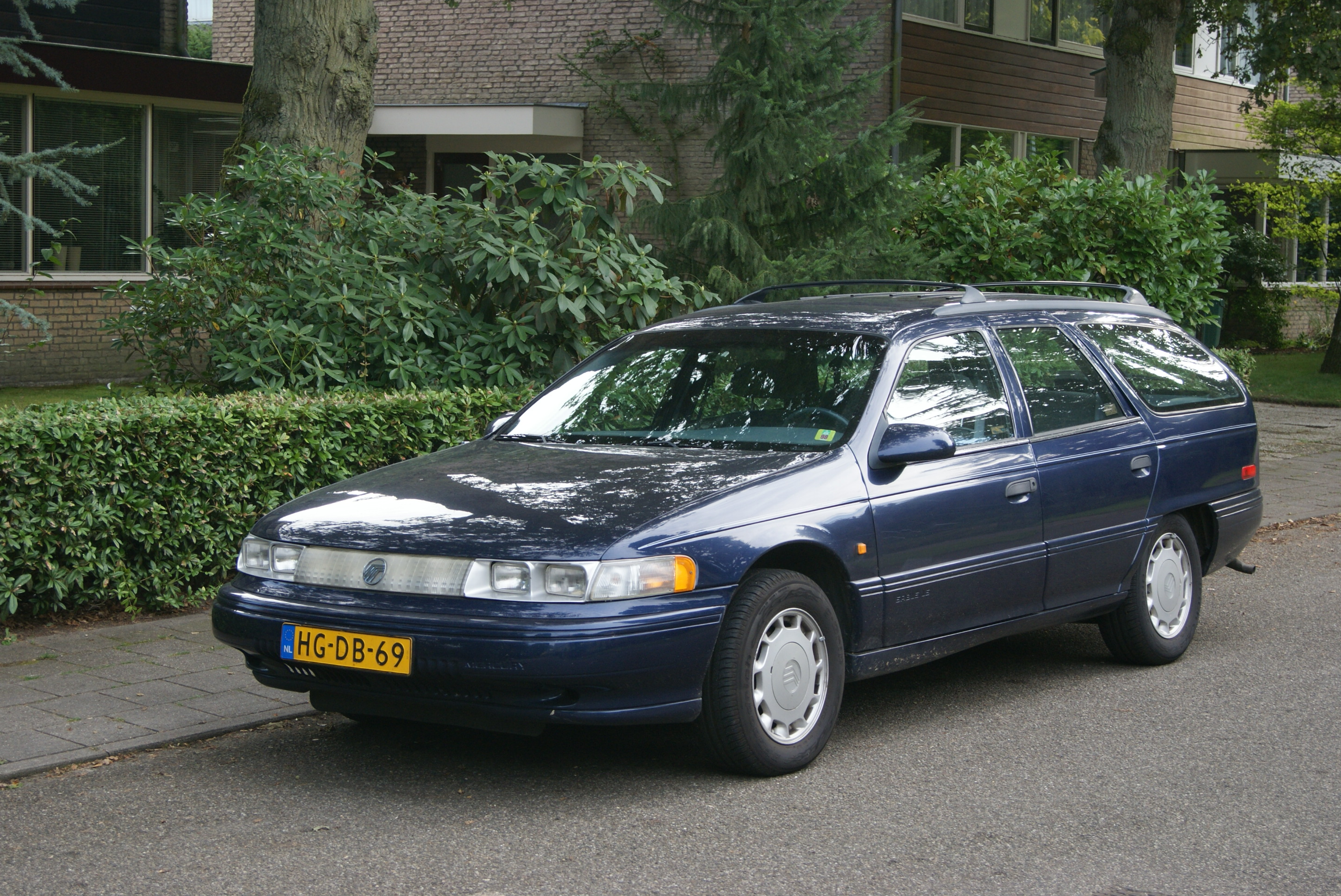
Sable Wagon mit für Europa umgerüsteten Scheinwerfern

### Sable AIV
1993 baute Ford Canada im Rahmen seines AIV-Programms (Aluminum Intensive Vehicle) 40 Mercury Sables mit den Yamaha-V6-Motoren aus dem Ford Taurus SHO in Handarbeit und gab 20 davon zum Verkauf frei. Unter Verwendung von Aluminium-Aufhängungselementen und Aluminium-Karosserieteilen, die mit einem speziell für dieses Fahrzeug entwickelten Punktschweißverfahren und Klebeverfahren zusammengehalten wurden, war das Endergebnis ein Auto, das 400 Pfund (ca. 181 kg) leichter war als ein Taurus SHO. 1995 nahm Multimatic Motorsports mit einem dieser Fahrzeuge an der Veranstaltung One Lap of America teil und belegte den 15. Gesamtrang und Platz 1 in der Klasse „Mid-Priced Sedan“.

## Sable (1995–1999)
Im Herbst 1995 brachte Mercury ein völlig neu entwickeltes Modell heraus. Nachdem bei der zweiten Modellgeneration stilistisch allenfalls leichte kosmetische Überarbeitungen vorgenommen worden waren, hoffte man bei Ford mit dem radikalen Design der dritten Generation gleichwertige Erfolge wie mit dem 1986 eingeführten Sable erzielen zu können. Die kontroverse ovale Designsprache wurde von der Presse und der Öffentlichkeit jedoch nicht gut aufgenommen und wurde in der Folge als Grund für die schwachen Verkaufszahlen gesehen.
Mit dieser Modellgeneration versuchte man den Sable „höher“ zu positionieren und ihn näher an das Luxussegment anzugliedern, was auch zu einem beträchtlichen Preisanstieg und in der Folge zu Kundenverlust führte. Der Sable für 1996 war das erste Modell, das sich Karosserieteile mit dem Ford Taurus teilte. Beide unterschieden sich vor allem durch unterschiedliche Front- und Heckpartien. Obwohl das Design des Sable weniger durch die umstrittenen ovalen Formelemente charakterisiert war, sanken die Verkaufszahlen.

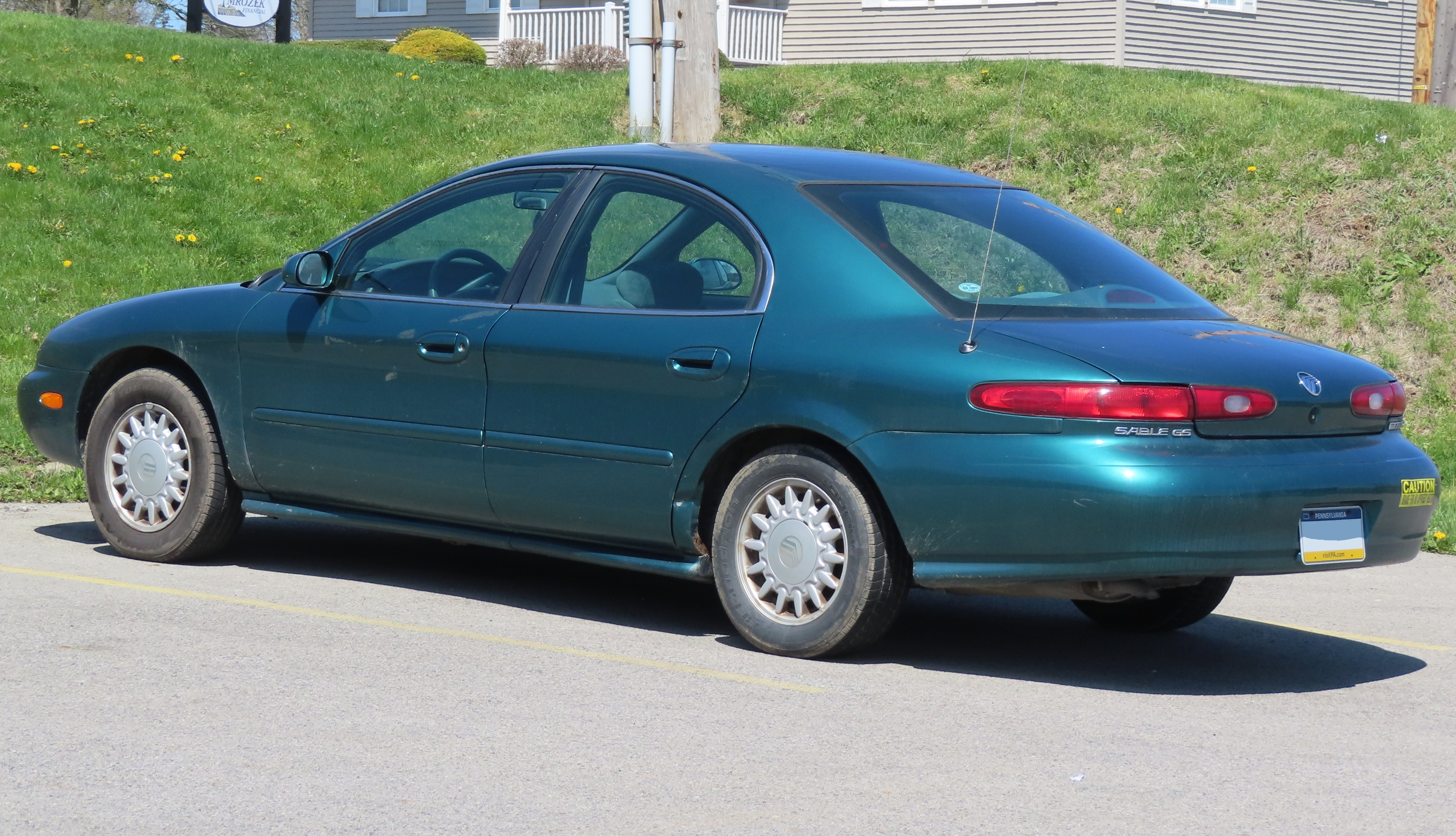
Heckansicht des Sable Sedan

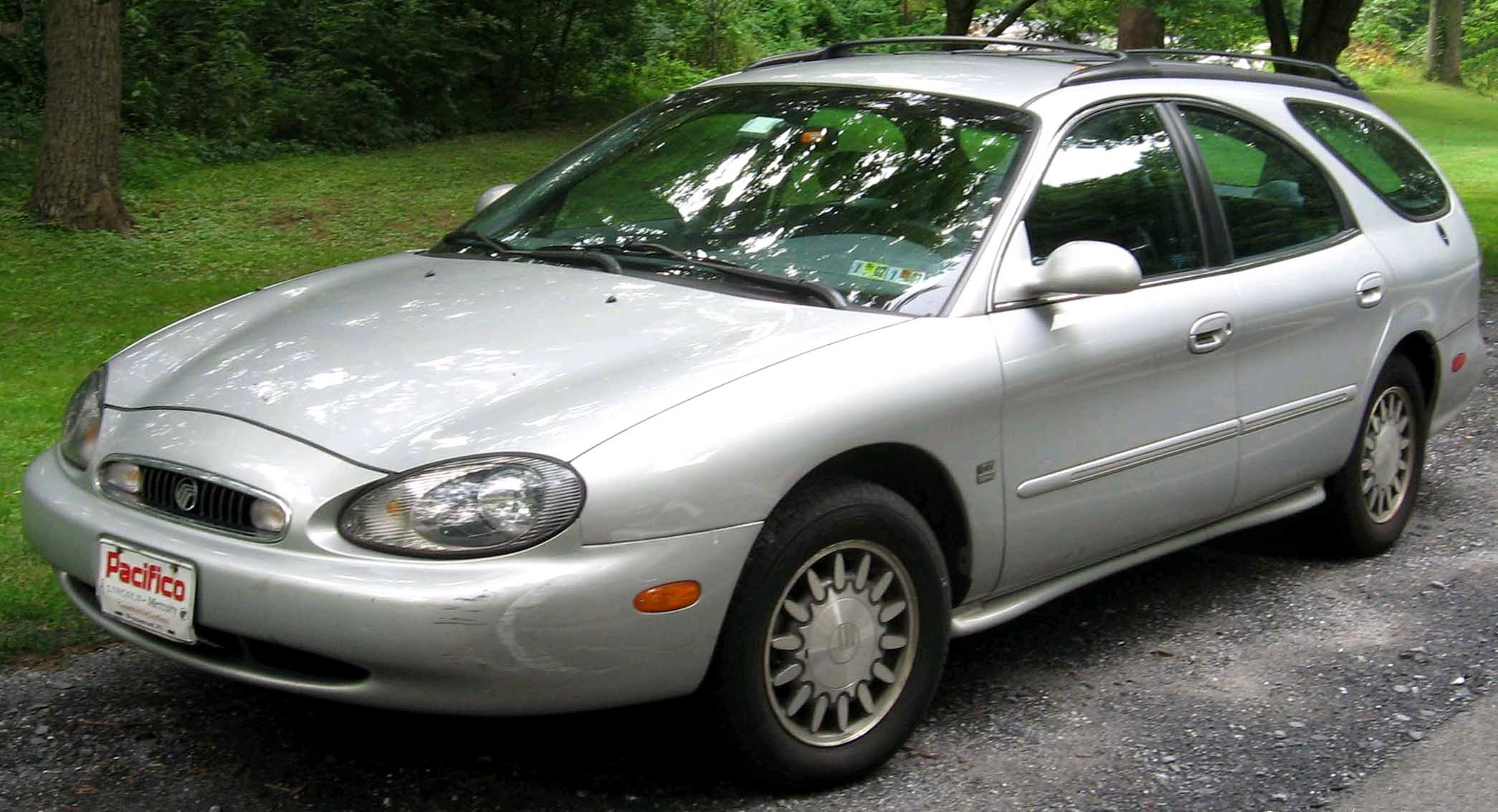
Mercury Sable Wagon
(1995–1999)

Der 96er Sable konnte mit einem 3,0-Liter-Duratec-30-V6 mit doppelten obenliegenden Nockenwellen und 149 kW (203 PS) Leistung geordert werden. Die Ausstattungslinien blieben gleich, mit dem GS als Basismodell und dem LS als Luxusvariante. Der LTS wurde nicht länger angeboten.
Während für alle Modelle ab 1998 der 3,0 Duratec Motor als Option im Angebot war, blieb er ab dem Modelljahr 1999 dem LS vorbehalten. Im Modelljahr 1999 waren als Option auch Einzelsitze vorne für die GS-Version erhältlich. Ebenfalls im Jahre 1999 wurde der 2000er Duratec in der Leistung gesteigert, in der Hoffnung, dadurch die Verkaufszahlen erhöhen zu können.
Um den rückläufigen Verkaufszahlen des Sable entgegenzuwirken, versuchte Mercury die Produktionskosten zu senken. Der Sable erhielt 1998 daher eine neue, kostengünstigere Frontpartie, wodurch der Verkaufspreis 1999 um bis zu $ 2000 gesenkt werden konnte. Außerdem wurden einige Ausstattungsoptionen gestrichen, was zu weiteren Einsparungen führte.

## Sable (1999–2005)
Der Sable erhielt Ende 1999 ein weiteres Facelift, in dessen Rahmen die ovalen Designformen abgeschwächt wurden. Mit dem neuen Design erhielt das Fahrzeug zudem eine höhere Dachlinie oberhalb des Fonds, was sowohl für mehr Kopffreiheit wie auch für ein vergrößertes Kofferraumvolumen sorgte. Der Innenraum wurde vollständig neu gestaltet, in einer weniger polarisierenden, deutlich konventionelleren Formensprache. Das Fahrwerk wurde noch weicher abgestimmt, um einem breiteren, weniger sportlich ausgerichteten Kundenkreis gerecht zu werden. Zur Senkung der Herstellungskosten entfielen einige Ausstattungsmerkmale des Vorgängers wie beispielsweise Vierrad-Scheibenbremsen.

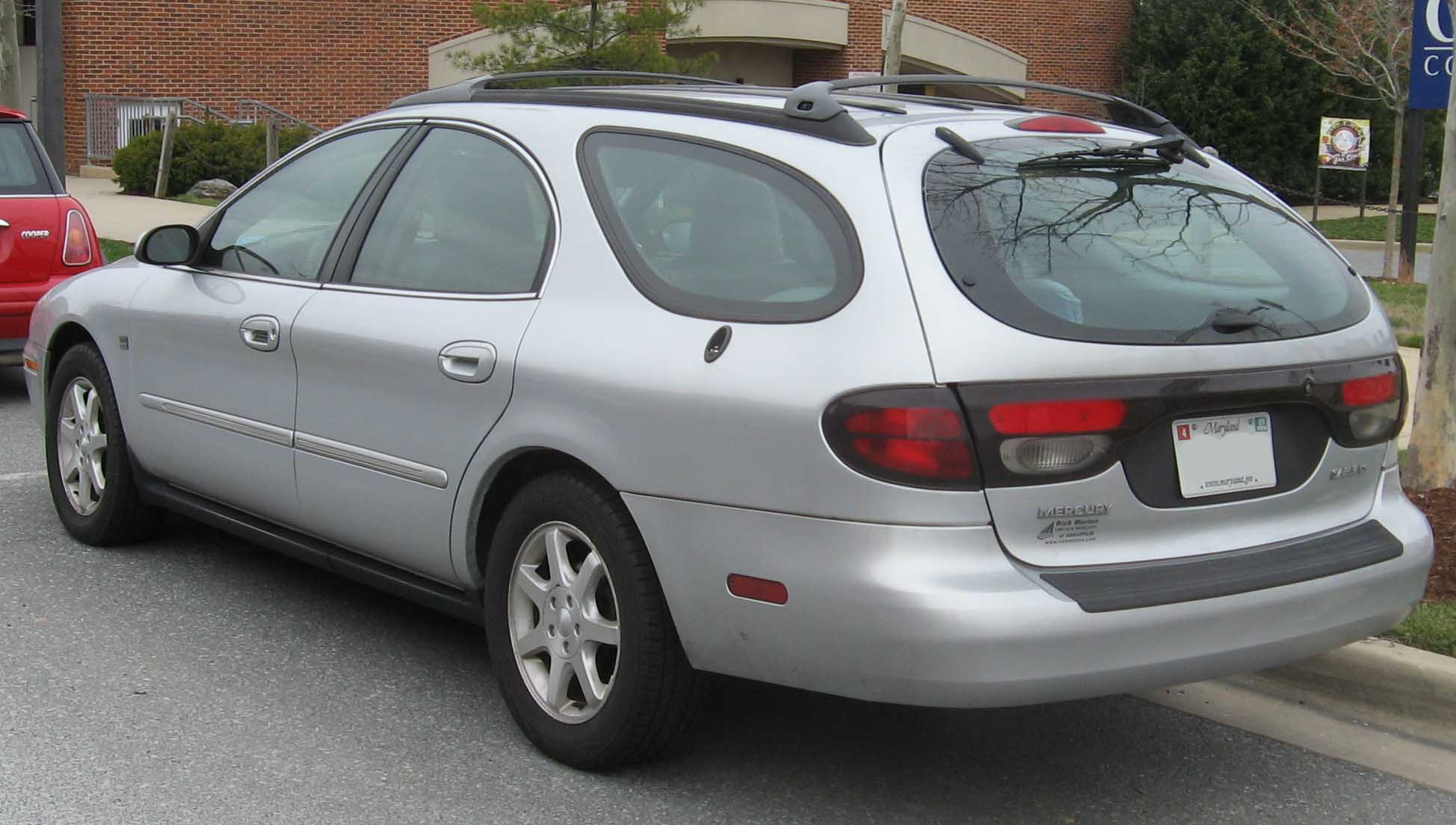
Mercury Sable Wagon
(1999–2003)

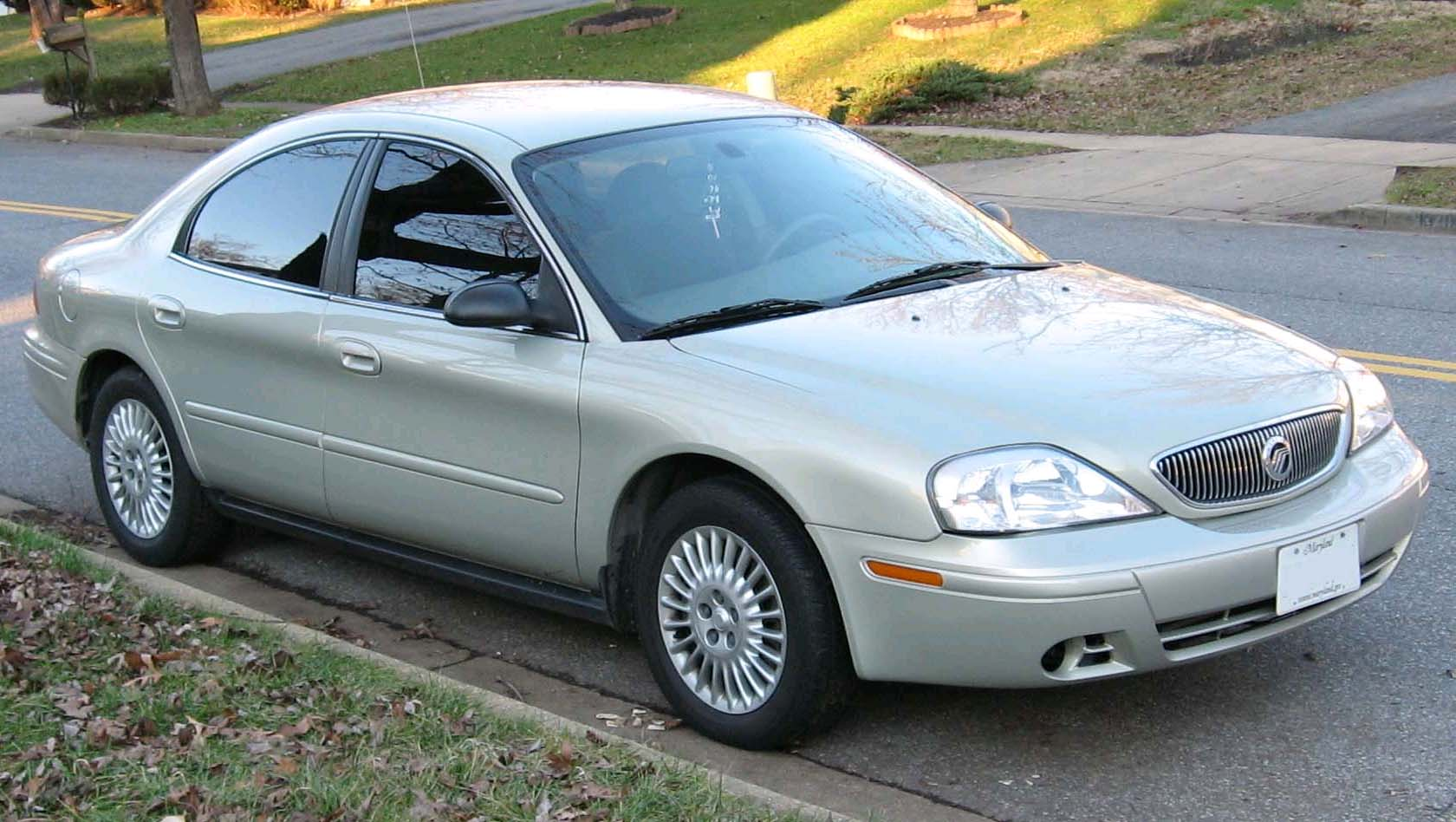
Mercury Sable Sedan (2003–2005)

Der Sable des Jahrgangs 2002 besaß eine in jeder Ausstattungsstufe umfangreicher gestaltete Ausstattung, unter anderem mit einer Audioanlage mit CD-Spieler und einem elektrisch verstellbaren Fahrersitz in der GS-Version, ein elektrisches Schiebedach und Lederinterieur in der LS-Version. Seitenairbags und Traktionskontrolle waren nun für alle Modellen als Extras erhältlich.
Im Herbst 2003 erfuhr der Sable kleinere kosmetische Veränderungen an der Frontpartie, insbesondere in Form eines neuen Chromgrills, und Modifikationen im Heckbereich. Im Innenraum wurden die Instrumente und das Lenkrad überarbeitet.
Da die Marke Mercury mittlerweile in Kanada nicht mehr angeboten wurde, war die vierte Generation des Sable dort nicht mehr erhältlich und wurde ausschließlich in den USA und in Mexiko verkauft.
Als Nachfolger des Sable wurden der Mercury Montego (2004) und der Mercury Milan (2005) vorgestellt. Kurz nach der Einführung des Montego wurde der Sable eingestellt, zeitgleich mit dem Taurus Kombi. Der Taurus wurde zunächst als Limousine für Großkunden weiterhin hergestellt. Der letzte Sable verließ die Produktionsstätte in Atlanta am 29. April 2005.

## Sable (2007–2009)
Die Idee, im Rahmen der Umgestaltung der Modellpalette neue Modelle mit einem Namen zu versehen, der im Falle von Ford mit F bzw. bei Mercury mit M beginnt, bezeichnete Alan Mulally, CEO von Ford, im Nachhinein als eine schlechte Marketingstrategie, da dadurch viele traditionsreiche Namen wie Taurus und auch Sable verloren gegangen wären. Mulally entschloss sich daher, einige traditionsreiche Namen wieder zu beleben. Dazu gehört auch die Bezeichnung „Sable“, wie der Montego seit Beginn des Modelljahres 2008 wieder benannt ist. Man hoffte, mit der vertrauten Bezeichnung wieder mehr Käufer gewinnen zu können.
Das Facelift im Herbst 2007, mit dem die Namensänderung einherging, umfasste eine neue Frontpartie und Scheinwerfer, die an die des Mercury Milan angelehnt sind. Dazu kamen Außenspiegel und Türgriffe im Alu-Look und neue LED-Rückleuchten. Das Motorenangebot wurde durch den 3,5-Liter-Cyclone-V6 des Ford Edge mit 196 kW mit einem Drehmoment von 337 Nm ergänzt. Die Kraftübertragung erfolgte über eine 6F-Sechsgangautomatik von Ford.

Die tatsächlich erreichten Verkaufszahlen blieben aber weiter hinter den Erwartungen zurück. Mit dem Modellwechsel beim Ford Taurus endete die Produktion des Sable im Mai 2009 ohne Nachfolger.

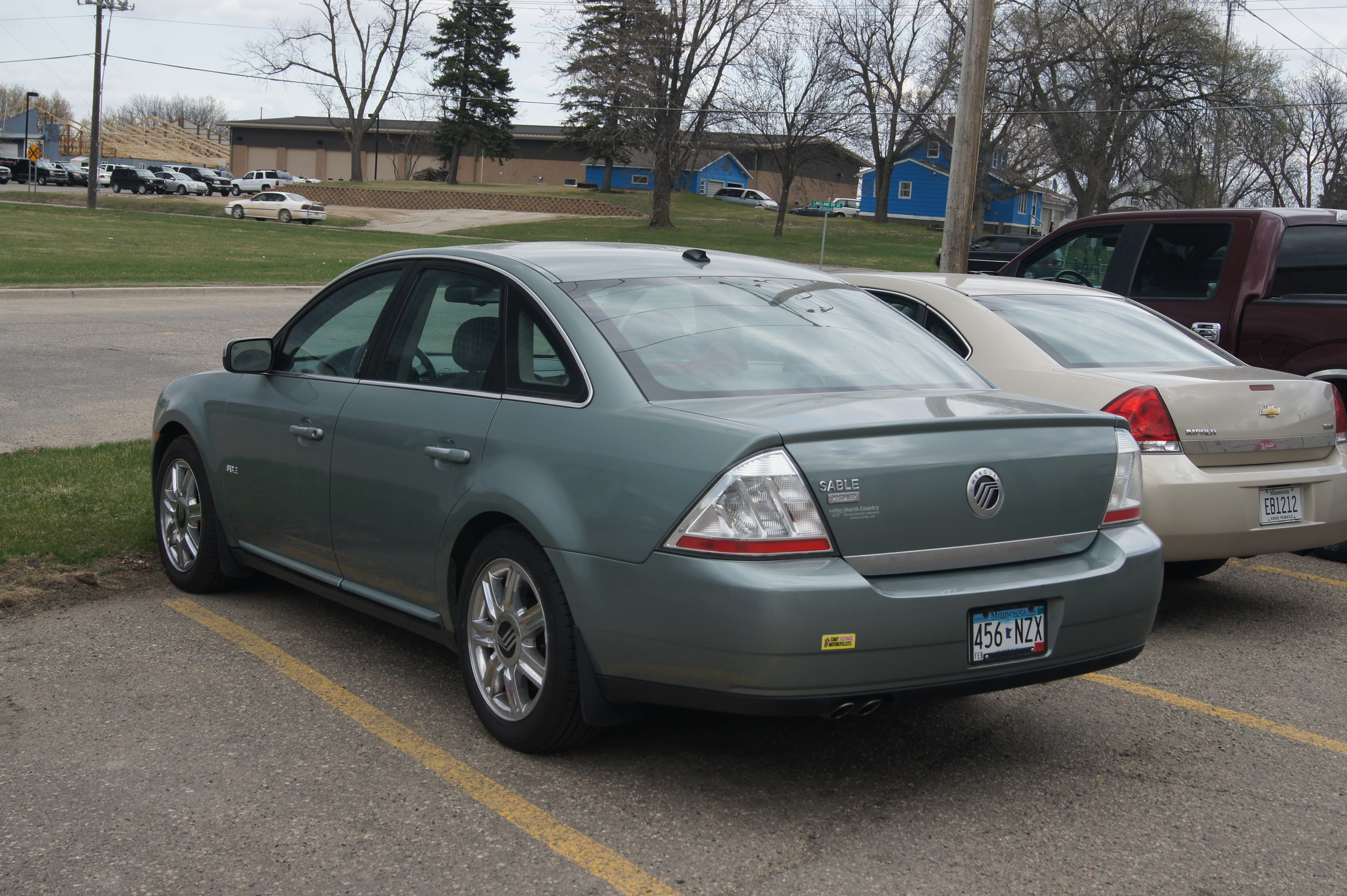
Heckansicht

## Sondermodelle
Vom Sable der ersten Generation gab es einige sehr seltene Sondermodelle.
1987 wurde eine Sonderversion namens LS Monochrome Edition angeboten, bei der die Stoßfänger, Seitenschürzen und die Felgen weiß lackiert waren. Dieses Modell wurde nur 1987 angeboten; die Produktionszahl ist nicht bekannt.
Eine 50th Anniversary Version kam anlässlich des 50. Geburtstages der Marke Mercury im Jahr 1989 auf den Markt, von der lediglich 50 Exemplare in den Verkauf gelangten. Damit plante Mercury eine sportliche Luxusversion des Sable mit der Bezeichnung LTS. Diese Luxus-Sport-Variante sollte auf dem Ford Taurus SHO (Super High Output) mit einer V8-Maschine basieren. Die Idee wurde fallen gelassen, um keine unnötige Konkurrenz zum Taurus SHO zu schaffen. 1994 wurde ein Sable LTS auf den Markt gebracht, jedoch nicht als sportliches Spitzenmodell, sondern lediglich als besonders gut ausgestattete LS-Version.
Ein spezielles Unikat, ein Sable Cabrio, wurde 1988 für die SAE-Autoausstellung in Detroit gebaut. Es basierte auf einer gewöhnlichen Sable-Limousine, besaß aber eine eigenständige zweitürige Karosserie mit einem Faltdach. Das Konzept wurde jedoch nicht weiter verfolgt und nicht zur Marktreife entwickelt. Das einzige je gebaute Sable Cabrio stand jahrelang in einem Lagerhaus, bevor es eine Typnummer und Zulassung erhielt. Es wurde 2006 bei eBay versteigert.

## Auszeichnungen
Der Sable wurde von der US-amerikanischen Autozeitschrift Car and Driver drei Mal auf der jährlichen Liste der zehn besten Autos (Ten Best Cars) geführt, erstmals in seinem Erscheinungsjahr 1986 und danach 1990 und 1991.